# Scorpiones
Scorpiones es un orden de artrópodos arácnidos depredadores conocidos comúnmente como escorpiones o alacranes. Se caracterizan por contar con un par de pinzas de agarre y una cola estrecha y segmentada, a menudo formando una reconocible curva hacia delante sobre la espalda y siempre rematada con un aguijón. La historia evolutiva de los escorpiones se remonta a hace unos cuatrocientos treinta y cinco millones de años, durante el Silúrico. Viven sobre todo en los desiertos, pero se han adaptado a una amplia gama de condiciones ambientales y se encuentran en todos los continentes, excepto en la Antártida. Se han descrito más de dos mil quinientas especies, divididas en veintidós familias existentes. Su taxonomía se encuentra en proceso de revisión para tener en cuenta los estudios genómicos del siglo XXI.
Se alimentan principalmente de insectos y otros invertebrados, aunque algunas especies consumen vertebrados. Utilizan sus pinzas para sujetar y matar a sus presas. Pueden utilizar su aguijón venenoso tanto para matar a su presa como para defenderse. A su vez los escorpiones son presa de otros animales de mayor tamaño. Durante el cortejo, el escorpión macho y la hembra se sujetan mutuamente con las pinzas y se mueven en una «danza» en la que el macho trata de dirigir a la hembra hacia su cápsula de esperma. La mayoría de las especies de este orden son vivíparas y la hembra cuida de las crías mientras sus exoesqueletos se endurecen, transportándolas sobre su espalda; su exoesqueleto contiene sustancias químicas fluorescentes y brilla bajo la luz ultravioleta.
La gran mayoría de las especies de escorpiones no suponen una amenaza grave para el ser humano y los adultos sanos no suelen necesitar tratamiento médico después de sufrir su picadura. Solo unas veinticinco especies cuentan con un veneno capaz de matar a un ser humano, pero en algunas partes del mundo donde hay especies muy venenosas se producen regularmente centenares de muertes de personas, sobre todo en zonas con dificultades de acceso a los tratamientos médicos. Los escorpiones están presentes en el arte, el folclore, la mitología y las marcas comerciales.
Escorpio es el nombre de una constelación y también el de un signo del Zodiaco; un mito clásico relata cómo el gran escorpión y su enemigo, Orión, se convirtieron en constelaciones en lados opuestos del cielo.

## Etimología
El nombre común de estos arácnidos en idioma español es escorpión o alacrán. La palabra escorpión proviene del latín scorpĭo, -ōnis y esta del griego σκορπίος skorpíos; alacrán tiene su origen en el árabe hispánico al‘aqráb, que a su vez proviene del árabe clásico ‘aqrab. La primera documentación del vocablo alacran se remonta a 1251, Calila, 39.688 y la de escorpión se encuentra en Berceo, Signos, 39.

## Distribución geográfica
Los escorpiones se distribuyen por todos los continentes, excepto la Antártida. La diversidad es mayor en las zonas subtropicales y disminuye hacia los polos y el ecuador, aunque se encuentran escorpiones en los trópicos. No se encontraban en estado natural en Gran Bretaña, Nueva Zelanda y algunas islas de Oceanía, aunque han sido introducidos accidentalmente por el ser humano. Cinco colonias de Euscorpius flavicaudis se han establecido desde el pasado siglo XIX en Sheerness (Inglaterra), a 51°N, mientras que Paruroctonus boreus llega tan al norte como Red Deer (Alberta), a 52°N. Algunas especies están incluidas en la Lista Roja de la UICN; Lychas braueri está clasificada como en peligro crítico (2014), Isometrus deharvengi como en peligro (2016) y Chiromachus ochropus como vulnerable (2014).
Viven principalmente en los desiertos, pero pueden encontrarse prácticamente en todos los hábitats terrestres, incluidas montañas de gran altitud, cuevas y zonas intermareales. No se encuentran en los ecosistemas boreales, como la tundra, la taiga de gran altitud y las cimas de las montañas. La mayor altitud alcanzada por un escorpión es de 5500 m en los Andes, concretamente Orobothriurus crassimanus. En cuanto a los microhábitats, los escorpiones pueden ser terrestres, arborícolas, psamófilos (hábitats arenosos) o litófilos (rocosos). Algunas especies, como Vaejovis janssi, son versátiles y se encuentran en todos los hábitats de la isla Socorro (Colima), mientras que otras, como Euscorpius carpathicus, endémica de la zona litoral de los ríos de Rumanía, ocupan nichos especializados.

## Morfología

Anatomía de un escorpión (vista dorsal de Cheloctonus jonesii)
1: Prosoma o cefalotórax;
2:Mesosoma o preabdomen;
3: Metasoma o cola;
4: Pedipalpos;
5: Patas;
6: Quelíceros o piezas bucales;
7: Quelas o pinzas;
8: Dedo móvil o tarso;
9: Dedo fijo o manus;
10: Aculeus o aguijón;
11: Telson (ano en la articulación anterior);
12: Aberturas de los pulmones.

El tamaño de las distintas especies de este orden va desde los 8,5 mm de Typhlocactus mitchelli (familia Typhlochactidae), hasta los 23 cm de Heterometrus swammerdami (Scorpionidae). El cuerpo de los escorpiones se divide en dos partes o tagmas: el cefalotórax anterior o prosoma, y el abdomen posterior u opistosoma. El opistosoma se subdivide en una parte anterior ancha, el mesosoma o preabdomen, y una posterior estrecha en forma de cola, el metasoma o postabdomen. En la mayoría de las especies las diferencias externas entre sexos no son apreciables, aunque en algunas el metasoma es más alargado en los machos que en las hembras.

### Cefalotórax
El cefalotórax está formado por el caparazón, ojos, quelíceros (piezas bucales), pedipalpos (que disponen de quelas, denominadas generalmente pinzas o manos) y cuatro pares de patas. Tienen dos ojos en medio de la superficie dorsal de la parte superior del cefalotórax y, por lo general, de dos a cinco pares de ojos a lo largo del borde anterior. Aunque no son capaces de formar imágenes nítidas, sus ojos centrales se encuentran entre los más sensibles a la luz del reino animal, sobre todo en condiciones de poca luz, que hacen posible que las especies nocturnas utilicen la luz de las estrellas para orientarse por la noche. Los quelíceros se sitúan en la parte delantera, debajo del caparazón; tienen forma de pinza y están formados por tres segmentos y «dientes» puntiagudos. El cerebro se encuentra en la parte posterior del cefalotórax, justo encima del esófago. Como en otros arácnidos, el sistema nervioso se concentra fundamentalmente en el cefalotórax, pero posee un largo cordón nervioso ventral con ganglios segmentados que puede ser un rasgo ancestral.
El pedipalpo es un apéndice segmentado con pinzas o dedos que utilizan para inmovilizar a sus presas, para defenderse y con fines sensoriales. Los artejos o segmentos del pedipalpo (desde el más cercano al cuerpo hacia fuera) son la coxa, el trocánter, el fémur, la rótula, la tibia (incluido el dedo fijo o manus) y el tarso (dedo móvil). Presentan unas crestas lineales oscuras o granuladas en los segmentos de los pedipalpos y otras partes del cuerpo, que resultan útiles como caracteres de clasificación taxonómica. A diferencia de otros arácnidos las patas no han experimentado modificaciones para otros fines, aunque ocasionalmente pueden utilizarlas para excavar y las hembras pueden usarlas para recoger a sus crías. Las patas están cubiertas de propioceptores, cerdas y setas sensoriales. Dependiendo de la especie, las patas pueden tener espinas y espolones.

### Mesosoma

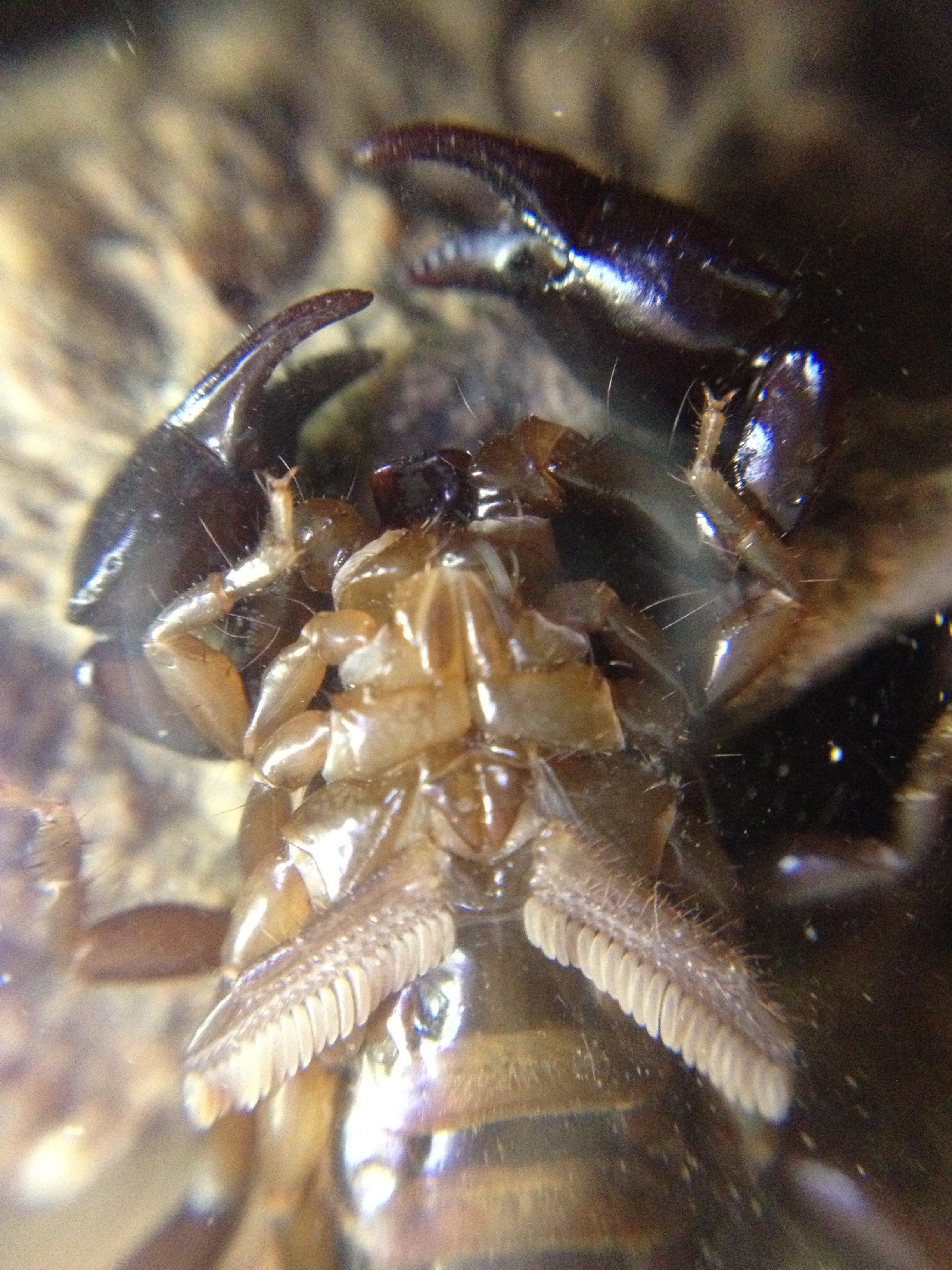
Vista ventral donde se aprecian las pectinas forma de V invertida.

El mesosoma o preabdomen es la parte más ancha del opistosoma. Está formado por los siete segmentos o somitas anteriores del opistosoma, cada uno de ellos cubierto dorsalmente por una placa esclerotizada. Ventralmente, los somitas tres a siete, están protegidos por placas coincidentes denominadas esternitos. El lado ventral del primer somita tiene un par de opérculos genitales que cubren el gonoporo. El segundo esternito forma la placa basal donde se encuentran las pectinas o peines, órganos exclusivos de los escorpiones, con funciones quimiorreceptoras y mecanorreceptoras.
Los cuatro somitas siguientes, del tercero al sexto, tienen pares de espiráculos que sirven como aberturas para los órganos respiratorios del escorpión, conocidos como pulmones en libro o laminares; las aberturas de los espiráculos pueden ser ranuras, circulares, elípticas u ovaladas, dependiendo de la especie. Así pues, hay cuatro pares de pulmones en libro; cada uno de ellos consta de unas ciento cuarenta a ciento cincuenta láminas delgadas o lamelas llenas de aire en el interior de una cámara pulmonar, conectada en la parte ventral a una cámara auricular que se abre en un espiráculo; unas cerdas mantienen las láminas separadas. Un músculo abre el espiráculo y ensancha la cámara auricular; los músculos dorsoventrales se contraen para comprimir la cámara pulmonar, forzando la salida del aire y se relajan para permitir que la cámara se vuelva a llenar. La séptima y última somita no tiene apéndices ni ninguna otra estructura externa significativa.
El mesosoma contiene el corazón o «vaso dorsal» que constituye el centro del sistema circulatorio abierto de los escorpiones. El corazón es continuo con un sistema arterial profundo que se extiende por todo el cuerpo. Los senos retornan la hemolinfa desoxigenada al corazón; la hemolinfa es reoxigenada por los poros cardíacos. 
En el mesosoma también se encuentra el sistema reproductor. Las gónadas de las hembras están formadas por tres o cuatro tubos paralelos entre sí y conectados por dos o cuatro anastomosis transversales. En estos tubos se forman los oocitos y se desarrolla el embrión. Conectan con dos oviductos que a su vez conectan con un único atrio que conduce al orificio genital. Los machos tienen dos gónadas formadas por dos tubos cilíndricos con una configuración en forma de escalera; contienen quistes que producen espermatozoides. Ambos tubos terminan en un espermiducto, uno a cada lado del mesosoma. Conectan con estructuras glandulares simétricas, llamadas órganos paraxiales, que terminan en el orificio genital y secretan estructuras a base de quitina que se unen para formar el espermatóforo.

### Metasoma

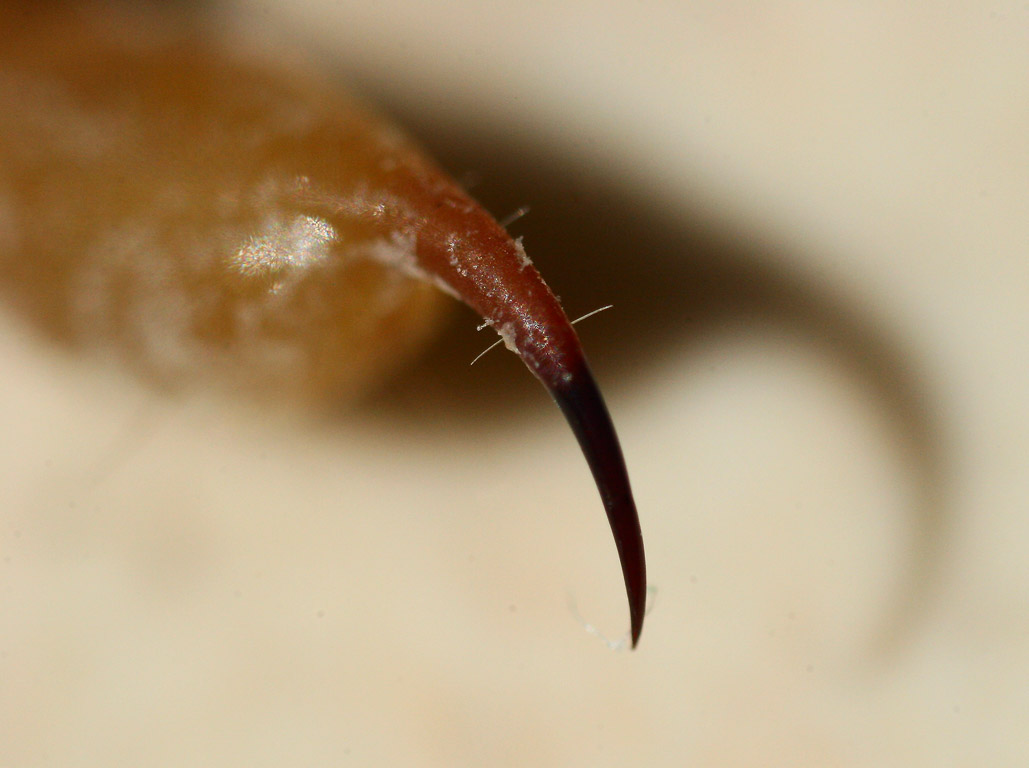
Aguijón de Centruroides sculpturatus

Los últimos cinco segmentos del cuerpo, estrechados a modo de cola, junto con el telson (que no es estrictamente un segmento) forman el metasoma. Los cinco segmentos son simples anillos corporales; carecen de esternas o tergas visibles y se agrandan distalmente. Estos segmentos cuentan con protuberancias, setas y cerdas que pueden utilizarse para su clasificación taxonómica. El ano se encuentra en el extremo distal y ventral del último segmento y está rodeado por cuatro papilas anales y el arco anal. La cola de algunas especies contiene receptores de luz.
El telson incluye la vesícula, que contiene un par de glándulas venenosas simétricas. Externamente presenta el aculeus, o aguijón curvado hipodérmico, dotado de pelos sensoriales. Cada una de las glándulas venenosas tiene su propio conducto para transportar su secreción a lo largo del aguijón desde el bulbo de la glándula hasta el punto inmediatamente subterminal del aguijón, donde cada uno de los conductos tiene su propio orificio de veneno. Un sistema muscular extrínseco en la cola la mueve hacia delante y la propulsa y penetra con el aguijón, mientras que un sistema muscular intrínseco unido a las glándulas bombea el veneno a través del aguijón hacia la víctima. El aguijón contiene metaloproteínas que endurecen la punta. El ángulo óptimo de picadura es de unos 30° con respecto a la punta.

## Biología

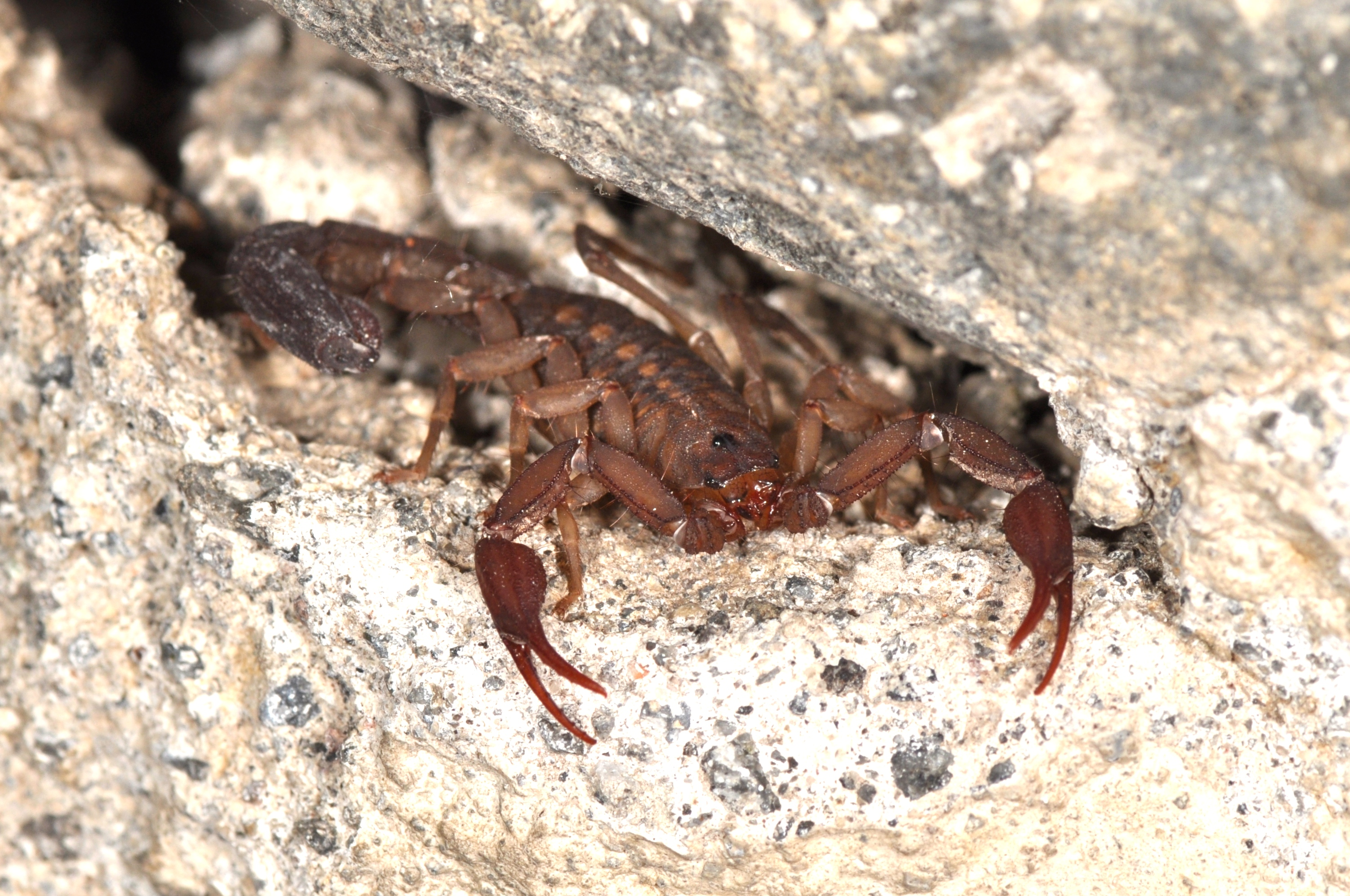
Centruroides limpidus en su refugio entre las rocas

La mayoría de las especies de escorpiones son nocturnas o crepusculares y encuentran refugio durante el día en madrigueras, grietas en las rocas o en la corteza de los árboles. Muchas crean un refugio bajo las piedras de unos pocos centímetros de longitud y algunas utilizan madrigueras construidas por otros animales, como arañas, reptiles y pequeños mamíferos, mientras que otras excavan sus propias madrigueras, de distinta complejidad y profundidad según la especie. Las especies del género Hadrurus excavan madrigueras de más de dos metros de profundidad, utilizando piezas bucales, las pinzas y las patas. Algunas especies, sobre todo de la familia Buthidae, pueden compartir un mismo refugio; en el caso de Centruroides spp. pueden llegar a agruparse hasta treinta animales. En algunas especies las familias formadas por las hembras y las crías en ocasiones también se agrupan.
Prefieren las zonas donde la temperatura se mantiene en un rango de 11-40 °C, pero pueden sobrevivir a temperaturas desde muy por debajo del punto de congelación hasta las elevadas temperaturas de los desiertos. Pueden soportar un calor intenso: Leiurus quinquestriatus, Scorpio maurus y Hadrurus arizonensis pueden vivir a temperaturas de 45-50 °C si están suficientemente hidratados. Las especies del desierto deben hacer frente a los cambios extremos de temperatura entre el día y la noche o entre estaciones; Pectinibuthus birulai vive en un rango de temperatura de –30 a 50 °C. Los escorpiones que no habitan en los desiertos prefieren temperaturas más bajas. Su capacidad para resistir el frío puede estar relacionada con un aumento de producción de trehalosa cuando baja la temperatura. Algunas especies hibernan. Es posible que los escorpiones sean resistentes a las radiaciones ionizantes, ya que se comprobó que los eran de los pocos animales que sobrevivían a las pruebas nucleares de Reggane (Argelia) a principios de la década de 1960.
Las especies de hábitats desérticos cuentan con varias adaptaciones para conservar el agua. Excretan compuestos insolubles como la xantina, la guanina y el ácido úrico, que no requieren agua para su eliminación del organismo; la guanina es el principal componente y maximiza la cantidad de nitrógeno excretado. Su cutícula retiene la humedad mediante los lípidos y las ceras de las glándulas epidérmicas y los protege contra la radiación ultravioleta. Incluso cuando está deshidratado, un escorpión puede tolerar una alta presión osmótica en su sangre. Los escorpiones del desierto obtienen la mayor parte de la humedad de los alimentos que consumen, pero algunos pueden absorber agua del suelo húmedo. Las especies que viven en zonas con una vegetación más densa y con temperaturas más moderadas beben agua depositada en las plantas y en los charcos.
Un escorpión utiliza su aguijón tanto para matar a sus presas como para defenderse. Algunas especies golpean de forma directa y rápida con su cola, mientras que otras lo hacen de forma más lenta y circular, lo que permite situar fácilmente el aguijón en una posición en la que puede volver a golpear. Leiurus quinquestriatus puede mover su cola a una velocidad de hasta 128 cm/s en un golpe defensivo.

### Depredadores y defensa
Los escorpiones pueden ser atacados por otros artrópodos como hormigas, arañas, solífugos y ciempiés; entre sus principales depredadores están las ranas, los lagartos, las serpientes, las aves y los mamíferos. Los suricatas se han especializado en su caza, mordiéndoles la cola para arrancarles el aguijón y han desarrollado una cierta resistencia al veneno de algunos escorpiones. El murciélago de zonas desérticas Otonycteris hemprichii es inmune a su veneno y en un estudio se ha comprobado que el 70 % de los excrementos de estos murciélagos contenían restos de escorpiones. Los escorpiones son huéspedes de parásitos como ácaros, moscas del género Megaselia, nematodos y algunas bacterias, aunque su sistema inmunitario les confiere resistencia a la infección por muchos tipos de bacterias.
Cuando se sienten amenazados levantan las pinzas y la cola en una posición defensiva. Algunas especies estridulan para advertir a los depredadores frotando ciertas vellosidades, el aguijón o las pinzas. Diferentes especies prefieren utilizar como defensa el aguijón o las pinzas dependiendo del tamaño de sus apéndices. Algunas especies, como Parabuthus, Centruroides margaritatus o Hadrurus arizonensis, lanzan un chorro de veneno que puede alcanzar una distancia de hasta un metro para advertir a los posibles depredadores, pudiendo herirlos en los ojos. Algunas especies de Ananteris pueden desprenderse de parte de la cola para poder escapar de los depredadores; estas partes no vuelven a crecer, por lo que son incapaces de picar y defecar, pero aún pueden capturar pequeñas presas y reproducirse durante al menos ocho meses después.

### Alimentación

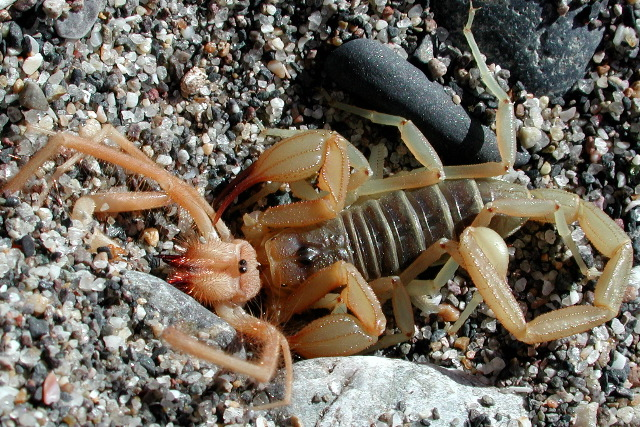
Escorpión alimentándose de un solífugo

Suelen alimentarse de insectos, especialmente saltamontes, grillos, termitas, escarabajos y avispas; entre otras de sus presas se incluyen arañas, solífugos, cochinillas e incluso pequeños vertebrados como lagartos, serpientes y mamíferos. Las especies con grandes pinzas pueden capturar lombrices de tierra y moluscos. La mayoría de los escorpiones son oportunistas y consumen una gran variedad de presas, aunque algunos pueden estar muy especializados, como Isometroides vescus, cuya principal presa son arañas de madriguera. El tamaño de las presas depende del tamaño de la especie. Algunos escorpiones son del tipo «predador de emboscada» y permanecen en la entrada de su madriguera o cerca de ella esperando a sus presas, mientras que otras las buscan activamente. Detectan a sus presas con unos pelos quimiorreceptores y mecanorreceptores de su cuerpo y las capturan con sus pinzas. A los animales pequeños los matan simplemente con las pinzas, sobre todo las especies que disponen de pinzas grandes y a las presas más grandes y agresivas les clavan su aguijón.
Al igual que otros arácnidos, digieren su comida externamente. Utilizan los quelíceros, que son muy afilados, para arrancar pequeñas cantidades de alimento del cuerpo de la presa hacia una cavidad preoral situada bajo los quelíceros y el caparazón. Los jugos digestivos del intestino son segregados sobre la comida y el alimento digerido es posteriormente succionado hacia el intestino en forma líquida. Cualquier materia sólida no digerible (como fragmentos de exoesqueleto) es atrapada por las setas de la cavidad preoral y expulsada. El alimento succionado se bombea hacia el intestino medio por la faringe, donde se continúa digiriendo. Los residuos pasan por el intestino posterior y se expulsan por el ano. Los escorpiones pueden consumir grandes cantidades de alimento de una sola vez. Poseen un eficiente órgano de almacenamiento de alimentos y una tasa metabólica muy baja, además de un modo de vida relativamente inactivo, lo que les permite sobrevivir largos periodos sin comida; algunas especies pueden sobrevivir de seis a doce meses sin alimentarse.

### Reproducción y ciclo vital

Escorpión macho y hembra durante el promenade à deux

La mayoría de los escorpiones se reproducen sexualmente y la mayor parte de las especies presentan sexos separados, pero existen informes sobre reproducción por partenogénesis (huevos no fecundados que se desarrollan en embriones vivos) en algunos géneros como Hottentotta y Tityus y en las especies Centruroides gracilis, Liocheles australasiae y Ananteris coineaui, aunque la validez de estos informes en el caso de algunas especies es discutida.
Las hembras receptivas emiten feromonas que son captadas por los machos errantes que utilizan sus pectinas para rastrear el sustrato. Los machos comienzan el cortejo moviendo el cuerpo hacia delante y hacia atrás, pero sin mover las patas, lo que parece producir vibraciones en el suelo que son captadas por la hembra. A continuación sujeta las pinzas de la hembra con las suyas e inician una compleja «danza» conocida como promenade à deux ('paseo para dos', en francés); en esta danza, el macho y la hembra se mueven hacia atrás y hacia delante situados uno frente al otro, mientras el macho busca un lugar adecuado para depositar su espermatóforo. El ritual de cortejo puede incluir otros comportamientos, como el «beso queliceral», en el que el macho y la hembra se tocan mutuamente las piezas bucales, el «arbre droit» ('árbol erguido'), en el que los miembros de la pareja elevan sus cuartos traseros y se frotan las colas, o la «picadura sexual», en la que el macho pica a la hembra en las quelas o el mesosoma para someterla. La danza puede durar desde unos minutos hasta varias horas.
Cuando el macho ha localizado un sustrato adecuadamente estable, como suelo duro, arena compacta, roca o corteza de árbol, deposita el espermatóforo y conduce a la hembra sobre él; esto permite que el espermatóforo entre en los opérculos genitales de la hembra, lo que desencadena la liberación de los espermatozoides y la fertilización de la hembra. El macho deposita una secreción gelatinosa en los opérculos de la hembra para impedir que vuelva a aparearse antes de que nazcan las crías. Después el macho y la hembra se separan de forma brusca. Entre los escorpiones solo se han registrado casos aislados de canibalismo sexual tras el apareamiento.

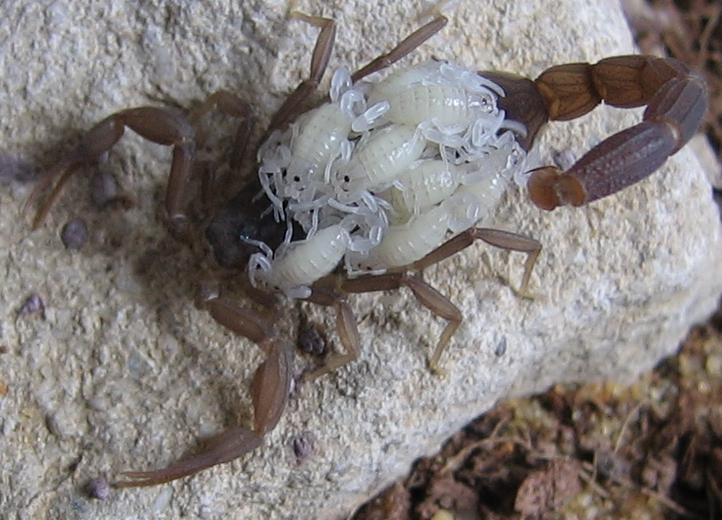
Compsobuthus werneri hembra con sus crías

La gestación puede durar más de un año en algunas especies. Presentan dos tipos de desarrollo embrionario: apoicogénico y catoicogénico. En el caso del sistema apoicogénico, que se da principalmente en Buthidae, los embriones se desarrollan en huevos ricos en yema en el interior de los folículos. El sistema catoicogénico, documentado en Hemiscorpiidae, Scorpionidae y Diplocentridae, consiste en que los embriones se desarrollan en un divertículo, que tiene una estructura similar a una tetina, para que se alimenten. A diferencia de la mayoría de los arácnidos, que son ovíparos (nacen de huevos), los escorpiones son todos vivíparos y nacen vivos. Son inusuales entre los artrópodos terrestres por la cantidad de cuidados que la hembra presta a sus crías. El tamaño de la camada varía según la especie, desde tres hasta más de cien individuos. El tamaño corporal de los escorpiones no está correlacionado ni con el tamaño de la cría ni con la duración del ciclo vital.
Antes del nacimiento de las crías, la hembra eleva la parte delantera de su cuerpo y coloca los pedipalpos y las patas delanteras debajo de ella para recoger a las crías («cesta de nacimiento»). Las crías surgen una a una de los opérculos genitales, expulsan la membrana embrionaria, si existe, y se colocan sobre el lomo de la madre, donde permanecen hasta que han realizado al menos una muda. El periodo anterior a la primera muda se denomina fase projuvenil; las crías no pueden alimentarse ni picar, pero tienen ventosas en los tarsos, que les sirven para agarrarse a la madre; este periodo dura de cinco a veinticinco días, dependiendo de la especie. Las crías mudan por primera vez simultáneamente en un proceso que dura de seis a ocho horas, marcando el inicio de la etapa juvenil.
Durante los estadios juveniles son como versiones de menor tamaño de los adultos, con pinzas, cerdas y aguijones completamente desarrollados. Todavía son blandos y carecen de pigmentos, por lo que todavía permanecen montados a la espalda de su madre para protegerse. En los días siguientes se endurecen y adquieren una mayor pigmentación. Pueden dejar a su madre temporalmente, aunque regresan cuando perciben un peligro potencial. Una vez que el exoesqueleto está completamente endurecido, las crías pueden cazar presas por sí mismas y pueden separarse de su madre. Un escorpión puede mudar unas seis veces de media antes de alcanzar la madurez, que puede no producirse hasta que tenga entre seis y ochenta y tres meses de edad, dependiendo de la especie. Algunas especies pueden vivir hasta veinticinco años.

### Fluorescencia
Los escorpiones brillan con un intenso color azul verdoso cuando se exponen a ciertos rangos de longitudes de onda de luz ultravioleta, como la producida por una luz negra, debido a la presencia de sustancias químicas fluorescentes en la cutícula, como la β-carbolina. Por ello, las lámparas ultravioleta de mano han sido durante mucho tiempo una herramienta habitual para los estudios de campo nocturnos de estos animales. La fluorescencia se produce como resultado de la esclerotización y aumenta su intensidad en cada estadio sucesivo. Esta fluorescencia puede tener un papel activo en la capacidad del escorpión para detectar la luz.

## Evolución

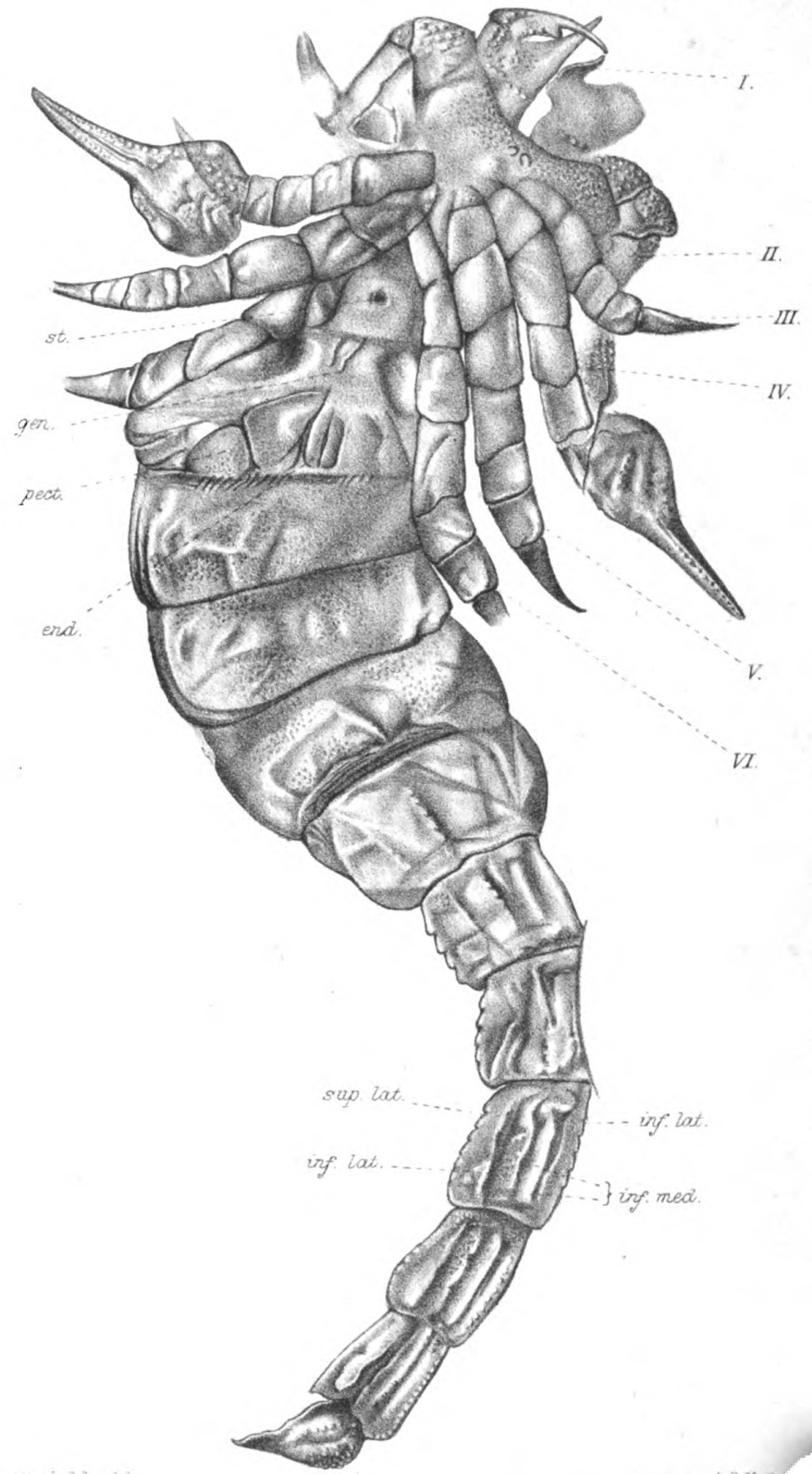
Allopalaeophonus, antes Palaeophonus hunteri, del Silúrico de Escocia

### Registro fósil

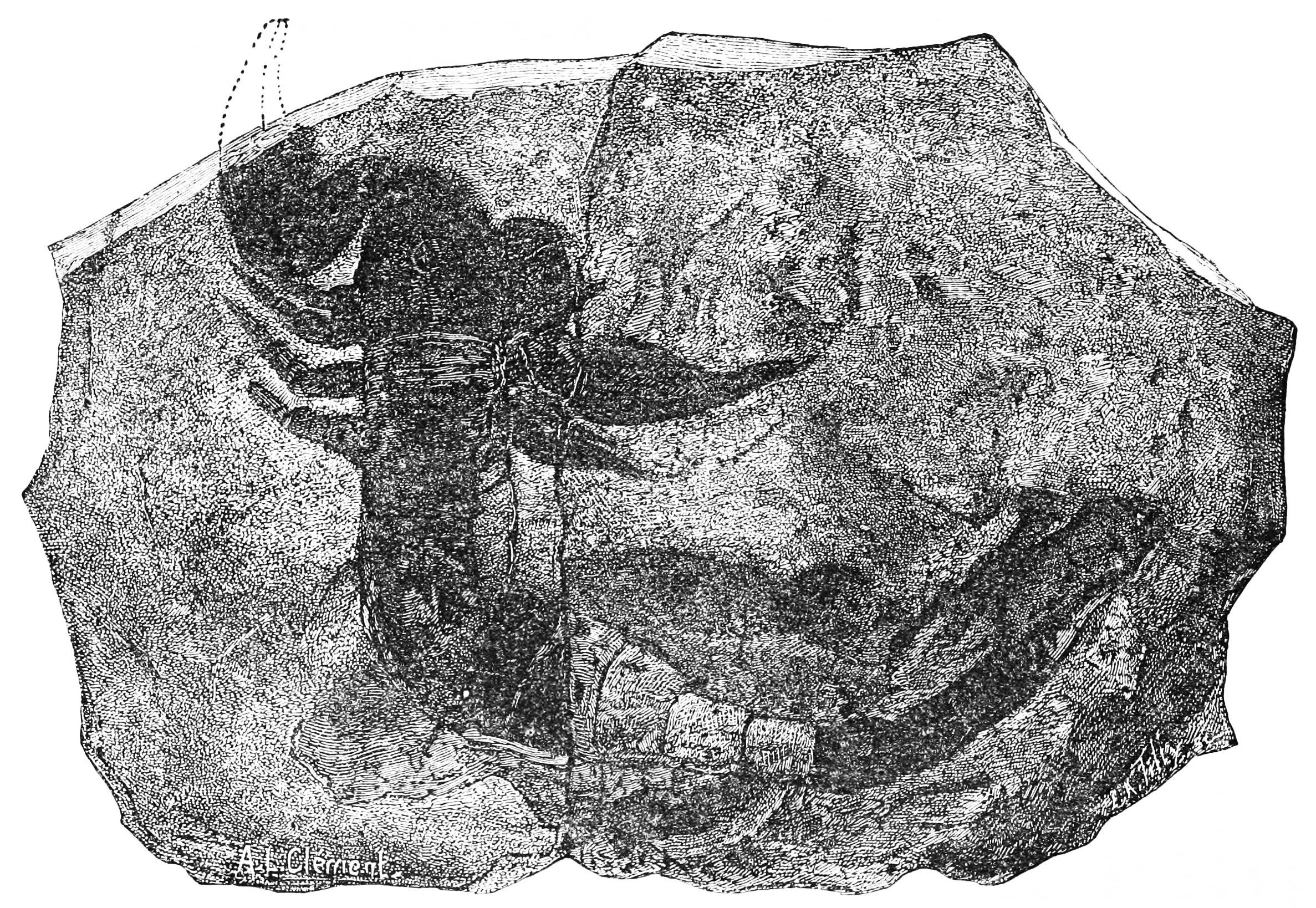
Palaeophonus nuncius, fósil del Silúrico de Suecia

Se han encontrado fósiles de escorpiones en muchos estratos, como los depósitos marinos del Silúrico y estuarios del Devónico, depósitos de carbón del periodo Carbonífero y en ámbar. Se debate si los primeros escorpiones eran marinos o terrestres, aunque tenían pulmones en libro como las especies terrestres modernas. Se han descrito más de cien especies fósiles. La más antigua encontrada hasta 2020 es Parioscorpio venator, que vivió hace cuatrocientos treinta y siete millones de años, durante el Silúrico, en lo que hoy es Wisconsin; a diferencia de los escorpiones actuales, pero como sus antepasados marinos, tenía ojos compuestos. Gondwanascorpio del Devónico es uno de los primeros animales terrestres conocidos del supercontinente Gondwana.

### Filogenia
Scorpiones es un clado de arácnidos con pulmones en libro. Los arácnidos se sitúan dentro de Chelicerata, un subfilo de artrópodos que contiene a las arañas de mar y a los cangrejos herradura, junto a los animales terrestres sin pulmones en libro, como las garrapatas y los segadores. Los extintos euriptéridos, a veces llamados «escorpiones marinos» (aunque no todos eran marinos), no son escorpiones; sus pinzas de agarre eran quelíceros, que no son homólogas a las pinzas (segundo apéndice) de los escorpiones. Scorpiones es un taxón hermano de Tetrapulmonata, un grupo terrestre con pulmones en libro que incluye a las arañas y a los escorpiones látigo, como muestra este cladograma de 2019:
| Scorpiones     |                                                                                           |
|                |                                                                                           |
| Tetrapulmonata | \| \| Araneae (arañas) \| \| \| \| \| \| Pedipalpi (escorpiones látigo, etc.) \| \| \| \| |
|                | \| \| Araneae (arañas) \| \| \| \| \| \| Pedipalpi (escorpiones látigo, etc.) \| \| \| \| |
|                | Araneae (arañas)                                                                          |
|                |                                                                                           |
|                | Pedipalpi (escorpiones látigo, etc.)                                                      |
|                |                                                                                           |

|  | Araneae (arañas)                     |
|  |                                      |
|  | Pedipalpi (escorpiones látigo, etc.) |
|  |                                      |

| Scorpiones     |                                                                                           |
|                |                                                                                           |
| Tetrapulmonata | \| \| Araneae (arañas) \| \| \| \| \| \| Pedipalpi (escorpiones látigo, etc.) \| \| \| \| |
|                | \| \| Araneae (arañas) \| \| \| \| \| \| Pedipalpi (escorpiones látigo, etc.) \| \| \| \| |
|                | Araneae (arañas)                                                                          |
|                |                                                                                           |
|                | Pedipalpi (escorpiones látigo, etc.)                                                      |
|                |                                                                                           |

|  | Araneae (arañas)                     |
|  |                                      |
|  | Pedipalpi (escorpiones látigo, etc.) |
|  |                                      |

| Scorpiones     |                                                                                           |
|                |                                                                                           |
| Tetrapulmonata | \| \| Araneae (arañas) \| \| \| \| \| \| Pedipalpi (escorpiones látigo, etc.) \| \| \| \| |
|                | \| \| Araneae (arañas) \| \| \| \| \| \| Pedipalpi (escorpiones látigo, etc.) \| \| \| \| |
|                | Araneae (arañas)                                                                          |
|                |                                                                                           |
|                | Pedipalpi (escorpiones látigo, etc.)                                                      |
|                |                                                                                           |

|  | Araneae (arañas)                     |
|  |                                      |
|  | Pedipalpi (escorpiones látigo, etc.) |
|  |                                      |

| Scorpiones     |                                                                                           |
|                |                                                                                           |
| Tetrapulmonata | \| \| Araneae (arañas) \| \| \| \| \| \| Pedipalpi (escorpiones látigo, etc.) \| \| \| \| |
|                | \| \| Araneae (arañas) \| \| \| \| \| \| Pedipalpi (escorpiones látigo, etc.) \| \| \| \| |
|                | Araneae (arañas)                                                                          |
|                |                                                                                           |
|                | Pedipalpi (escorpiones látigo, etc.)                                                      |
|                |                                                                                           |

|  | Araneae (arañas)                     |
|  |                                      |
|  | Pedipalpi (escorpiones látigo, etc.) |
|  |                                      |

| Scorpiones     |                                                                                           |
|                |                                                                                           |
| Tetrapulmonata | \| \| Araneae (arañas) \| \| \| \| \| \| Pedipalpi (escorpiones látigo, etc.) \| \| \| \| |
|                | \| \| Araneae (arañas) \| \| \| \| \| \| Pedipalpi (escorpiones látigo, etc.) \| \| \| \| |
|                | Araneae (arañas)                                                                          |
|                |                                                                                           |
|                | Pedipalpi (escorpiones látigo, etc.)                                                      |
|                |                                                                                           |

|  | Araneae (arañas)                     |
|  |                                      |
|  | Pedipalpi (escorpiones látigo, etc.) |
|  |                                      |

| Scorpiones     |                                                                                           |
|                |                                                                                           |
| Tetrapulmonata | \| \| Araneae (arañas) \| \| \| \| \| \| Pedipalpi (escorpiones látigo, etc.) \| \| \| \| |
|                | \| \| Araneae (arañas) \| \| \| \| \| \| Pedipalpi (escorpiones látigo, etc.) \| \| \| \| |
|                | Araneae (arañas)                                                                          |
|                |                                                                                           |
|                | Pedipalpi (escorpiones látigo, etc.)                                                      |
|                |                                                                                           |

|  | Araneae (arañas)                     |
|  |                                      |
|  | Pedipalpi (escorpiones látigo, etc.) |
|  |                                      |

| Scorpiones     |                                                                                           |
|                |                                                                                           |
| Tetrapulmonata | \| \| Araneae (arañas) \| \| \| \| \| \| Pedipalpi (escorpiones látigo, etc.) \| \| \| \| |
|                | \| \| Araneae (arañas) \| \| \| \| \| \| Pedipalpi (escorpiones látigo, etc.) \| \| \| \| |
|                | Araneae (arañas)                                                                          |
|                |                                                                                           |
|                | Pedipalpi (escorpiones látigo, etc.)                                                      |
|                |                                                                                           |

|  | Araneae (arañas)                     |
|  |                                      |
|  | Pedipalpi (escorpiones látigo, etc.) |
|  |                                      |

| Scorpiones     |                                                                                           |
|                |                                                                                           |
| Tetrapulmonata | \| \| Araneae (arañas) \| \| \| \| \| \| Pedipalpi (escorpiones látigo, etc.) \| \| \| \| |
|                | \| \| Araneae (arañas) \| \| \| \| \| \| Pedipalpi (escorpiones látigo, etc.) \| \| \| \| |
|                | Araneae (arañas)                                                                          |
|                |                                                                                           |
|                | Pedipalpi (escorpiones látigo, etc.)                                                      |
|                |                                                                                           |

|  | Araneae (arañas)                     |
|  |                                      |
|  | Pedipalpi (escorpiones látigo, etc.) |
|  |                                      |

| Scorpiones     |                                                                                           |
|                |                                                                                           |
| Tetrapulmonata | \| \| Araneae (arañas) \| \| \| \| \| \| Pedipalpi (escorpiones látigo, etc.) \| \| \| \| |
|                | \| \| Araneae (arañas) \| \| \| \| \| \| Pedipalpi (escorpiones látigo, etc.) \| \| \| \| |
|                | Araneae (arañas)                                                                          |
|                |                                                                                           |
|                | Pedipalpi (escorpiones látigo, etc.)                                                      |
|                |                                                                                           |

|  | Araneae (arañas)                     |
|  |                                      |
|  | Pedipalpi (escorpiones látigo, etc.) |
|  |                                      |

| Scorpiones     |                                                                                           |
|                |                                                                                           |
| Tetrapulmonata | \| \| Araneae (arañas) \| \| \| \| \| \| Pedipalpi (escorpiones látigo, etc.) \| \| \| \| |
|                | \| \| Araneae (arañas) \| \| \| \| \| \| Pedipalpi (escorpiones látigo, etc.) \| \| \| \| |
|                | Araneae (arañas)                                                                          |
|                |                                                                                           |
|                | Pedipalpi (escorpiones látigo, etc.)                                                      |
|                |                                                                                           |

|  | Araneae (arañas)                     |
|  |                                      |
|  | Pedipalpi (escorpiones látigo, etc.) |
|  |                                      |

| Scorpiones     |                                                                                           |
|                |                                                                                           |
| Tetrapulmonata | \| \| Araneae (arañas) \| \| \| \| \| \| Pedipalpi (escorpiones látigo, etc.) \| \| \| \| |
|                | \| \| Araneae (arañas) \| \| \| \| \| \| Pedipalpi (escorpiones látigo, etc.) \| \| \| \| |
|                | Araneae (arañas)                                                                          |
|                |                                                                                           |
|                | Pedipalpi (escorpiones látigo, etc.)                                                      |
|                |                                                                                           |

|  | Araneae (arañas)                     |
|  |                                      |
|  | Pedipalpi (escorpiones látigo, etc.) |
|  |                                      |

| Scorpiones     |                                                                                           |
|                |                                                                                           |
| Tetrapulmonata | \| \| Araneae (arañas) \| \| \| \| \| \| Pedipalpi (escorpiones látigo, etc.) \| \| \| \| |
|                | \| \| Araneae (arañas) \| \| \| \| \| \| Pedipalpi (escorpiones látigo, etc.) \| \| \| \| |
|                | Araneae (arañas)                                                                          |
|                |                                                                                           |
|                | Pedipalpi (escorpiones látigo, etc.)                                                      |
|                |                                                                                           |

|  | Araneae (arañas)                     |
|  |                                      |
|  | Pedipalpi (escorpiones látigo, etc.) |
|  |                                      |

| Scorpiones     |                                                                                           |
|                |                                                                                           |
| Tetrapulmonata | \| \| Araneae (arañas) \| \| \| \| \| \| Pedipalpi (escorpiones látigo, etc.) \| \| \| \| |
|                | \| \| Araneae (arañas) \| \| \| \| \| \| Pedipalpi (escorpiones látigo, etc.) \| \| \| \| |
|                | Araneae (arañas)                                                                          |
|                |                                                                                           |
|                | Pedipalpi (escorpiones látigo, etc.)                                                      |
|                |                                                                                           |

|  | Araneae (arañas)                     |
|  |                                      |
|  | Pedipalpi (escorpiones látigo, etc.) |
|  |                                      |

| Scorpiones     |                                                                                           |
|                |                                                                                           |
| Tetrapulmonata | \| \| Araneae (arañas) \| \| \| \| \| \| Pedipalpi (escorpiones látigo, etc.) \| \| \| \| |
|                | \| \| Araneae (arañas) \| \| \| \| \| \| Pedipalpi (escorpiones látigo, etc.) \| \| \| \| |
|                | Araneae (arañas)                                                                          |
|                |                                                                                           |
|                | Pedipalpi (escorpiones látigo, etc.)                                                      |
|                |                                                                                           |

|  | Araneae (arañas)                     |
|  |                                      |
|  | Pedipalpi (escorpiones látigo, etc.) |
|  |                                      |

| Scorpiones     |                                                                                           |
|                |                                                                                           |
| Tetrapulmonata | \| \| Araneae (arañas) \| \| \| \| \| \| Pedipalpi (escorpiones látigo, etc.) \| \| \| \| |
|                | \| \| Araneae (arañas) \| \| \| \| \| \| Pedipalpi (escorpiones látigo, etc.) \| \| \| \| |
|                | Araneae (arañas)                                                                          |
|                |                                                                                           |
|                | Pedipalpi (escorpiones látigo, etc.)                                                      |
|                |                                                                                           |

|  | Araneae (arañas)                     |
|  |                                      |
|  | Pedipalpi (escorpiones látigo, etc.) |
|  |                                      |

| Scorpiones     |                                                                                           |
|                |                                                                                           |
| Tetrapulmonata | \| \| Araneae (arañas) \| \| \| \| \| \| Pedipalpi (escorpiones látigo, etc.) \| \| \| \| |
|                | \| \| Araneae (arañas) \| \| \| \| \| \| Pedipalpi (escorpiones látigo, etc.) \| \| \| \| |
|                | Araneae (arañas)                                                                          |
|                |                                                                                           |
|                | Pedipalpi (escorpiones látigo, etc.)                                                      |
|                |                                                                                           |

|  | Araneae (arañas)                     |
|  |                                      |
|  | Pedipalpi (escorpiones látigo, etc.) |
|  |                                      |

El árbol filogenético interno de los escorpiones ha sido objeto de debate, pero los análisis genómicos sitúan de manera consistente a Bothriuridae como hermano de un clado formado por Scorpionoidea y «Chactoidea». Los escorpiones se diversificaron entre el Devónico y el Carbonífero temprano. Su división principal son los clados Buthida e Iurida. Bothriuridae divergió desde antes de que el Gondwana templado se dividiera en masas terrestres separadas, completándose en el Jurásico. Iuroidea y Chactoidea no son clados únicos y se muestran como parafiléticos (entre comillas) en este cladograma de 2018:
|  | \| \| Chaeriloidea \| \| \| \| \| \| Pseudochactoidea \| \| \| \| |
|  |                                                                   |
|  | Buthoidea                                                         |
|  |                                                                   |
|  | Chaeriloidea                                                      |
|  |                                                                   |
|  | Pseudochactoidea                                                  |
|  |                                                                   |

|  | Chaeriloidea     |
|  |                  |
|  | Pseudochactoidea |
|  |                  |

|  | \| \| «Chactoidea» (parte) \| \| \| \| \| \| «Iuroidea» (parte) \| \| \| \| |
|  |                                                                             |
|  | «Chactoidea» (parte)                                                        |
|  |                                                                             |
|  | «Chactoidea» (parte)                                                        |
|  |                                                                             |
|  | «Iuroidea» (parte)                                                          |
|  |                                                                             |

|  | «Chactoidea» (parte) |
|  |                      |
|  | «Iuroidea» (parte)   |
|  |                      |

|  | \| \| «Chactoidea» (parte) \| \| \| \| \| \| «Iuroidea» (parte) \| \| \| \| |
|  |                                                                             |
|  | «Chactoidea» (parte)                                                        |
|  |                                                                             |
|  | «Chactoidea» (parte)                                                        |
|  |                                                                             |
|  | «Iuroidea» (parte)                                                          |
|  |                                                                             |

|  | «Chactoidea» (parte) |
|  |                      |
|  | «Iuroidea» (parte)   |
|  |                      |

|  | \| \| «Chactoidea» (parte) \| \| \| \| \| \| «Iuroidea» (parte) \| \| \| \| |
|  |                                                                             |
|  | «Chactoidea» (parte)                                                        |
|  |                                                                             |
|  | «Chactoidea» (parte)                                                        |
|  |                                                                             |
|  | «Iuroidea» (parte)                                                          |
|  |                                                                             |

|  | «Chactoidea» (parte) |
|  |                      |
|  | «Iuroidea» (parte)   |
|  |                      |

|  | \| \| «Chactoidea» (parte) \| \| \| \| \| \| «Iuroidea» (parte) \| \| \| \| |
|  |                                                                             |
|  | «Chactoidea» (parte)                                                        |
|  |                                                                             |
|  | «Chactoidea» (parte)                                                        |
|  |                                                                             |
|  | «Iuroidea» (parte)                                                          |
|  |                                                                             |

|  | «Chactoidea» (parte) |
|  |                      |
|  | «Iuroidea» (parte)   |
|  |                      |

|  | \| \| «Chactoidea» (parte) \| \| \| \| \| \| «Iuroidea» (parte) \| \| \| \| |
|  |                                                                             |
|  | «Chactoidea» (parte)                                                        |
|  |                                                                             |
|  | «Chactoidea» (parte)                                                        |
|  |                                                                             |
|  | «Iuroidea» (parte)                                                          |
|  |                                                                             |

|  | «Chactoidea» (parte) |
|  |                      |
|  | «Iuroidea» (parte)   |
|  |                      |

|  | \| \| «Chactoidea» (parte) \| \| \| \| \| \| «Iuroidea» (parte) \| \| \| \| |
|  |                                                                             |
|  | «Chactoidea» (parte)                                                        |
|  |                                                                             |
|  | «Chactoidea» (parte)                                                        |
|  |                                                                             |
|  | «Iuroidea» (parte)                                                          |
|  |                                                                             |

|  | «Chactoidea» (parte) |
|  |                      |
|  | «Iuroidea» (parte)   |
|  |                      |

|  | \| \| «Chactoidea» (parte) \| \| \| \| \| \| «Iuroidea» (parte) \| \| \| \| |
|  |                                                                             |
|  | «Chactoidea» (parte)                                                        |
|  |                                                                             |
|  | «Chactoidea» (parte)                                                        |
|  |                                                                             |
|  | «Iuroidea» (parte)                                                          |
|  |                                                                             |

|  | «Chactoidea» (parte) |
|  |                      |
|  | «Iuroidea» (parte)   |
|  |                      |

|  | \| \| «Chactoidea» (parte) \| \| \| \| \| \| «Iuroidea» (parte) \| \| \| \| |
|  |                                                                             |
|  | «Chactoidea» (parte)                                                        |
|  |                                                                             |
|  | «Chactoidea» (parte)                                                        |
|  |                                                                             |
|  | «Iuroidea» (parte)                                                          |
|  |                                                                             |

|  | «Chactoidea» (parte) |
|  |                      |
|  | «Iuroidea» (parte)   |
|  |                      |

|  | \| \| Chaeriloidea \| \| \| \| \| \| Pseudochactoidea \| \| \| \| |
|  |                                                                   |
|  | Buthoidea                                                         |
|  |                                                                   |
|  | Chaeriloidea                                                      |
|  |                                                                   |
|  | Pseudochactoidea                                                  |
|  |                                                                   |

|  | Chaeriloidea     |
|  |                  |
|  | Pseudochactoidea |
|  |                  |

|  | \| \| «Chactoidea» (parte) \| \| \| \| \| \| «Iuroidea» (parte) \| \| \| \| |
|  |                                                                             |
|  | «Chactoidea» (parte)                                                        |
|  |                                                                             |
|  | «Chactoidea» (parte)                                                        |
|  |                                                                             |
|  | «Iuroidea» (parte)                                                          |
|  |                                                                             |

|  | «Chactoidea» (parte) |
|  |                      |
|  | «Iuroidea» (parte)   |
|  |                      |

|  | \| \| «Chactoidea» (parte) \| \| \| \| \| \| «Iuroidea» (parte) \| \| \| \| |
|  |                                                                             |
|  | «Chactoidea» (parte)                                                        |
|  |                                                                             |
|  | «Chactoidea» (parte)                                                        |
|  |                                                                             |
|  | «Iuroidea» (parte)                                                          |
|  |                                                                             |

|  | «Chactoidea» (parte) |
|  |                      |
|  | «Iuroidea» (parte)   |
|  |                      |

|  | \| \| «Chactoidea» (parte) \| \| \| \| \| \| «Iuroidea» (parte) \| \| \| \| |
|  |                                                                             |
|  | «Chactoidea» (parte)                                                        |
|  |                                                                             |
|  | «Chactoidea» (parte)                                                        |
|  |                                                                             |
|  | «Iuroidea» (parte)                                                          |
|  |                                                                             |

|  | «Chactoidea» (parte) |
|  |                      |
|  | «Iuroidea» (parte)   |
|  |                      |

|  | \| \| «Chactoidea» (parte) \| \| \| \| \| \| «Iuroidea» (parte) \| \| \| \| |
|  |                                                                             |
|  | «Chactoidea» (parte)                                                        |
|  |                                                                             |
|  | «Chactoidea» (parte)                                                        |
|  |                                                                             |
|  | «Iuroidea» (parte)                                                          |
|  |                                                                             |

|  | «Chactoidea» (parte) |
|  |                      |
|  | «Iuroidea» (parte)   |
|  |                      |

|  | \| \| «Chactoidea» (parte) \| \| \| \| \| \| «Iuroidea» (parte) \| \| \| \| |
|  |                                                                             |
|  | «Chactoidea» (parte)                                                        |
|  |                                                                             |
|  | «Chactoidea» (parte)                                                        |
|  |                                                                             |
|  | «Iuroidea» (parte)                                                          |
|  |                                                                             |

|  | «Chactoidea» (parte) |
|  |                      |
|  | «Iuroidea» (parte)   |
|  |                      |

|  | \| \| «Chactoidea» (parte) \| \| \| \| \| \| «Iuroidea» (parte) \| \| \| \| |
|  |                                                                             |
|  | «Chactoidea» (parte)                                                        |
|  |                                                                             |
|  | «Chactoidea» (parte)                                                        |
|  |                                                                             |
|  | «Iuroidea» (parte)                                                          |
|  |                                                                             |

|  | «Chactoidea» (parte) |
|  |                      |
|  | «Iuroidea» (parte)   |
|  |                      |

|  | \| \| «Chactoidea» (parte) \| \| \| \| \| \| «Iuroidea» (parte) \| \| \| \| |
|  |                                                                             |
|  | «Chactoidea» (parte)                                                        |
|  |                                                                             |
|  | «Chactoidea» (parte)                                                        |
|  |                                                                             |
|  | «Iuroidea» (parte)                                                          |
|  |                                                                             |

|  | «Chactoidea» (parte) |
|  |                      |
|  | «Iuroidea» (parte)   |
|  |                      |

|  | \| \| «Chactoidea» (parte) \| \| \| \| \| \| «Iuroidea» (parte) \| \| \| \| |
|  |                                                                             |
|  | «Chactoidea» (parte)                                                        |
|  |                                                                             |
|  | «Chactoidea» (parte)                                                        |
|  |                                                                             |
|  | «Iuroidea» (parte)                                                          |
|  |                                                                             |

|  | «Chactoidea» (parte) |
|  |                      |
|  | «Iuroidea» (parte)   |
|  |                      |

### Taxonomía
Carlos Linneo describió seis especies de escorpiones en su género Scorpio en 1758 y 1767; tres de ellas se consideran hoy en día válidas: Scorpio maurus, Androctonus australis y Euscorpius carpathicus; las otras tres son nombres dudosos. Situó a los escorpiones entre sus «Insecta aptera» (insectos sin alas), un grupo que incluía Crustacea, Arachnida y Myriapoda. En 1801 el naturalista francés Jean-Baptiste Lamarck dividió los «Insecta aptera», creando el taxón Arachnides para las arañas, los escorpiones y los acari (ácaros y garrapatas), aunque también contenía Thysanura (arañuelas), Myriapoda y parásitos como los piojos. El aracnólogo alemán Carl Ludwig Koch creó el orden Scorpiones en 1837; lo dividió en cuatro familias, los escorpiones de seis ojos «Scorpionides», los de ocho «Buthides», los de diez «Centrurides» y los de doce ojos «Androctonides».
En fechas más recientes se han descrito unas veintidós familias que contienen más de dos mil quinientas especies, con numerosas adiciones y reajustes de taxones en el siglo XXI. Se han descrito más de cien taxones de escorpiones fósiles.
La siguiente clasificación se basa en Soleglad y Fet (2003), que sustituyó a la antigua y no publicada clasificación de Stockwell. Otros cambios taxonómicos proceden de los trabajos de Soleglad et al. (2005). Los taxones existentes hasta el rango de familia (el número de especies se indica entre paréntesis) son:
Orden Scorpiones
- Parvorden Pseudochactida Soleglad y Fet, 2003
  - Superfamilia Pseudochactoidea Gromov, 1998
    - Familia Pseudochactidae Gromov, 1998 (1 sp.) (escorpiones de Asia Central de hábitats semi-sabana)

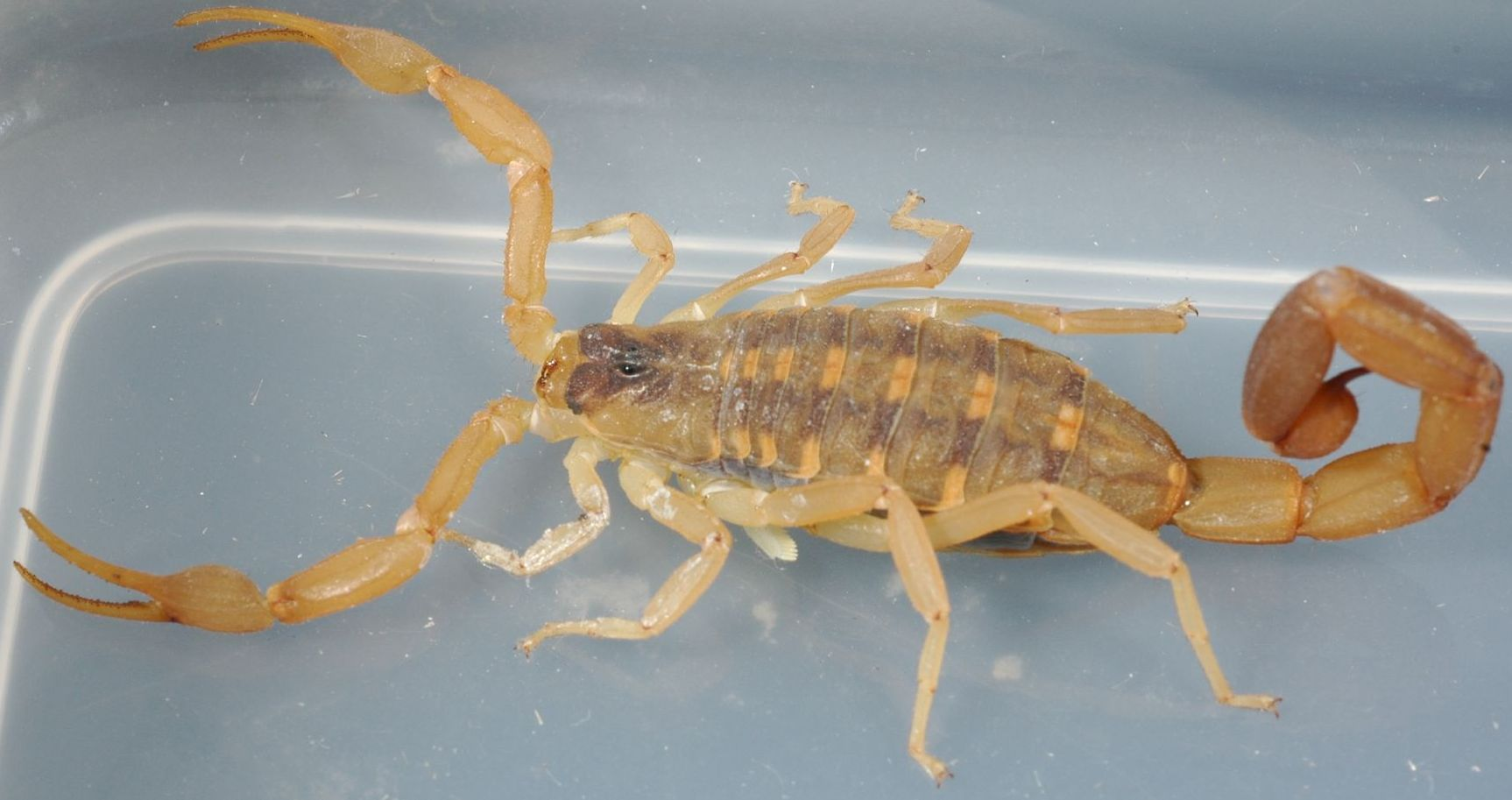
Centruroides vittatus, un miembro de Buthidae, la mayor familia de escorpiones

- Parvorden Buthida Soleglad y Fet, 2003
  - Superfamilia Buthoidea C. L. Koch, 1837
    - Familia Buthidae C. L. Koch, 1837 (1209 spp.) (incluye algunas de las especies más peligrosas)
    - Familia Microcharmidae Lourenço, 1996, 2019 (17 spp.) (escorpiones africanos de la hojarasca del bosque húmedo)
- Parvorden Chaerilida Soleglad y Fet, 2003
  - Superfamilia Chaeriloidea Pocock, 1893
    - Familia Chaerilidae Pocock, 1893 (51 spp.) (escorpiones del sur y del sudeste asiático de lugares no áridos)

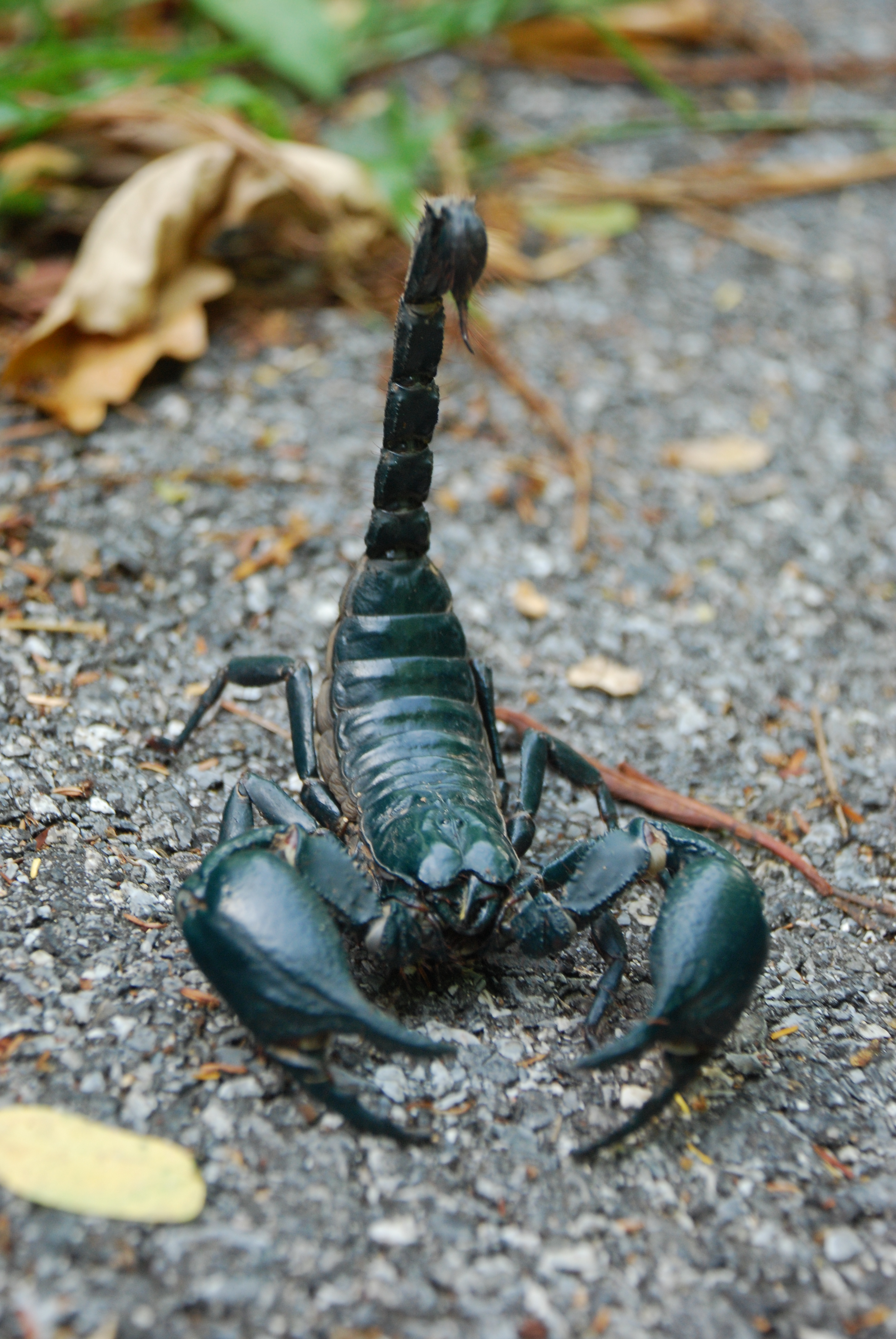
Heterometrus laoticus, un miembro de la familia Scorpionidae

- Parvorden Iurida Soleglad y Fet, 2003
  - Superfamilia Chactoidea Pocock, 1893
    - Familia Akravidae Levy, 2007 (1 sp.) (escorpiones cavernícolas de Israel)
    - Familia Belisariidae Lourenço, 1998 (3 spp.) (escorpiones cavernícolas del sur de Europa)
    - Familia Chactidae Pocock, 1893 (209 spp.) (escorpiones del Nuevo Mundo, miembros en revisión)
    - Familia Euscorpiidae Laurie, 1896 (170 spp.) (escorpiones inofensivos de América, Eurasia y norte de África)
    - Familia Superstitioniidae Stahnke, 1940 (1 sp.) (escorpiones cavernícolas de México y el suroeste de Estados Unidos)
    - Familia Troglotayosicidae Lourenço, 1998 (4 spp.) (escorpiones cavernícolas de América del Sur)
    - Familia Typhlochactidae Mitchell, 1971 (11 spp.) (escorpiones cavernícolas del este de México)
    - Familia Vaejovidae Thorell, 1876 (222 spp.) (escorpiones del Nuevo Mundo)

  - Superfamilia Iuroidea Thorell, 1876
    - Familia Caraboctonidae Kraepelin, 1905 (23 spp.) (escorpiones peludos)
    - Familia Hadruridae Stahnke, 1974 (9 spp.) (grandes escorpiones de América del Norte)
    - Familia Iuridae Thorell, 1876 (21 spp.) (escorpiones con un gran diente en el lado interno de la pinza móvil)

  - Superfamilia Scorpionoidea Latreille, 1802
    - Familia Bothriuridae Simon, 1880 (158 spp.) (Escorpiones tropicales y templados del hemisferio sur)
    - Familia Hemiscorpiidae Pocock, 1893 (16 spp.) (escorpiones de roca, trepadores o arbóreos de Oriente Medio)
    - Familia Hormuridae Laurie, 1896 (92 spp.) (escorpiones aplanados que viven en grietas del sudeste asiático y Australia)
    - Familia Rugodentidae Bastawade et al, 2005 (1 sp.) (escorpiones excavadores de la India)
    - Familia Scorpionidae Latreille, 1802 (183 spp.) (escorpiones de madriguera)
    - Familia Diplocentridae Karsch, 1880 (134 spp.) (estrechamente relacionados con Scorpionidae y a veces situados en él, pero tienen una espina en el telson)
    - Familia Heteroscorpionidae Kraepelin, 1905 (6 spp.) (escorpiones de Madagascar)

## Relación con los humanos

### Picaduras

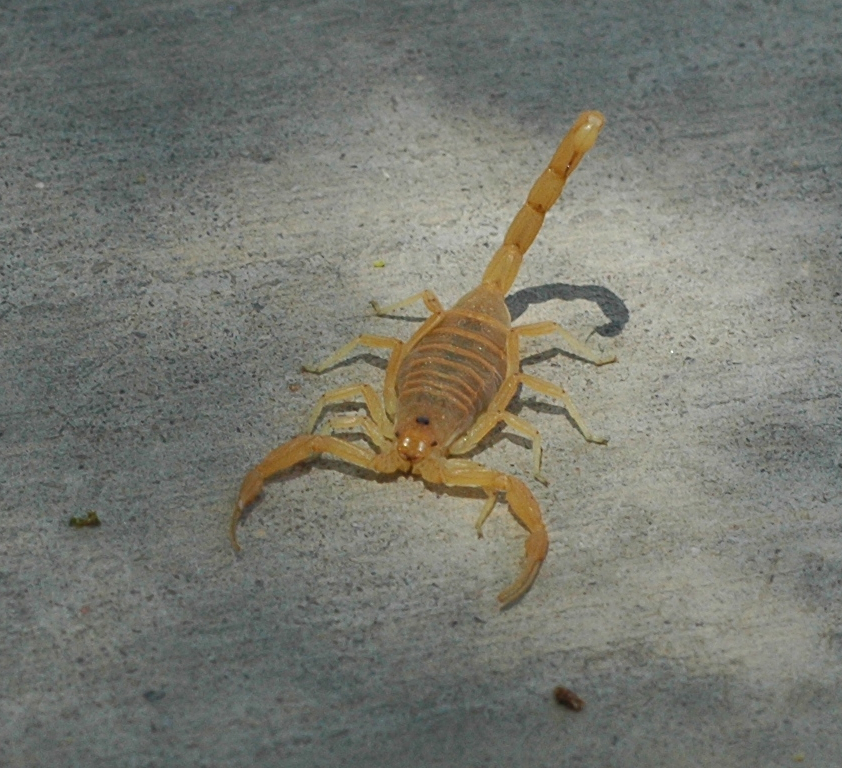
Centruroides sculpturatus, una de las pocas especies de escorpiones cuyo veneno es mortal para los humanos

Los escorpiones utilizan su veneno para matar o paralizar rápidamente a sus presas. Las picaduras de muchas especies son molestas o dolorosas, pero solo veinticinco especies, todas pertenecientes a la familia Buthidae, como Leiurus quinquestriatus, Hottentotta spp., Centruroides spp. o Androctonus spp., tienen veneno potencialmente mortal para el ser humano. El de los escorpiones Androctonus del desierto del Sahara es tan tóxico como el de una cobra y los escorpiones mexicanos Centruroides pican a miles de personas cada año causando centenares de muertes, especialmente entre niños; los escorpiones del género Hadrurus que se encuentran en el sudoeste de Estados Unidos pican a menudo al hombre pero, aunque causan un dolor muy intenso, es pasajero.
Las personas alérgicas están especialmente expuestas; los tratamientos de primeros auxilios son sintomáticos, generalmente con analgésicos. Los casos de crisis hipertensiva se tratan con medicamentos que alivian la ansiedad y reducen la vasodilatación. El envenenamiento por escorpiones con alta morbilidad y mortalidad suele deberse a un exceso de actividad del sistema nervioso autónomo y efectos tóxicos cardiovasculares o neuromusculares; el tratamiento específico es el antisuero, combinado con medidas de apoyo como la utilización de vasodilatadores en pacientes con efectos tóxicos cardiovasculares y benzodiazepinas cuando existe afectación neuromuscular. Aunque son raras, es posible que se produzcan reacciones de hipersensibilidad graves, incluida la anafilaxia a causa del antisuero.
Aunque hay pocas especies de este orden de arácnidos potencialmente mortales para los humanos, las picaduras de escorpión son un problema de salud pública, especialmente en las regiones tropicales y subtropicales de América, el norte de África, Oriente Medio y la India. Cada año se producen en el mundo alrededor de un millón y medio de envenenamientos, con entre dos mil quinientos y cinco mil muertes. México, con la mayor biodiversidad de escorpiones del mundo, es uno de los países más afectados, con entre doscientos mil y trescientos mil envenenamientos al año y entre setecientos y mil cuatrocientos muertes.
Se realizan esfuerzos para prevenir los envenenamientos y controlar las poblaciones de escorpiones. La prevención abarca actividades personales como comprobar los zapatos y la ropa antes de ponérselos, no caminar con los pies descalzos o con sandalias y rellenar los agujeros y grietas donde puedan anidar. El alumbrado público reduce la actividad de los escorpiones. El control puede implicar el uso de insecticidas como los piretroides, o la recogida manual de escorpiones con la ayuda de luces ultravioletas. Algunos depredadores domésticos de los escorpiones, como las gallinas y los pavos, pueden ayudar a reducir el riesgo en los hogares

### Posible uso de sus toxinas
El veneno de los escorpiones es una mezcla de neurotoxinas, la mayoría péptidos, un tipo de moléculas formadas por la unión de varios aminoácidos, muchos de los cuales interfieren en los canales membranosos que transportan iones de sodio, potasio, calcio o cloruro. Estos canales son esenciales para la conducción nerviosa, la contracción muscular y muchos otros procesos biológicos. Algunas de estas moléculas pueden ser útiles en la investigación médica y podrían conducir al desarrollo de nuevos tratamientos de enfermedades. Entre sus posibles usos terapéuticos están la creación de fármacos analgésicos, anticancerígenos, antibacterianos, antifúngicos, antivirales, antiparasitarios, potenciadores de la bradicinina o inmunosupresores. En 2020 todavía no existía ningún fármaco basado en la toxina del escorpión a la venta, aunque la clorotoxina se está probando para el tratamiento del glioma, un cáncer cerebral.

### Como alimento
Los escorpiones forman parte de la gastronomía de países como China, Tailandia, África Occidental, o Myanmar. El «escorpión frito» es un plato tradicional de la cocina Shandong de China. Se pueden cocinar y comer de diversas maneras, como asados, fritos, a la parrilla, crudos o vivos. Normalmente no se les quitan los aguijones, ya que el calor directo y sostenido anula los efectos nocivos del veneno. En Tailandia no se comen tan a menudo como otros artrópodos, como los saltamontes, pero a veces se preparan fritos como comida callejera. En Vietnam se utilizan junto con serpientes para hacer un tipo de vino de serpiente.

### En cautividad
Los escorpiones se utilizan en ocasiones como mascotas; aunque es una práctica generalmente desaconsejada, especialmente por su peligro para niños o personas que puedan ser alérgicas a su veneno, algunos estudios indican que, con los cuidados adecuados, pueden tenerse como mascotas de forma segura. Su mantenimiento es relativamente sencillo; los principales requisitos son un recinto seguro, como un acuario de cristal con tapa que se pueda cerrar, y mantener una temperatura y humedad adecuadas para la especie elegida, lo que suele requerir la instalación de una estera térmica y la pulverización periódica con un poco de agua. El sustrato debe ser similar al del entorno natural de la especie, como la turba en el caso de las forestales, o arena laterítica en el caso de las especies desérticas excavadoras. Los escorpiones de los géneros Pandinus y Heterometrus son relativamente fáciles de mantener; un Pandinus grande puede consumir unos tres grillos a la semana. El canibalismo es más común en cautividad que en la naturaleza, lo que puede minimizarse proporcionando muchos refugios pequeños dentro del recinto escogido y asegurándose de que haya disponibles muchas presas.
Su comercialización como animales de compañía ha supuesto una amenaza para las poblaciones silvestres de algunas especies, especialmente Androctonus australis y Pandinus imperator.

### En la cultura

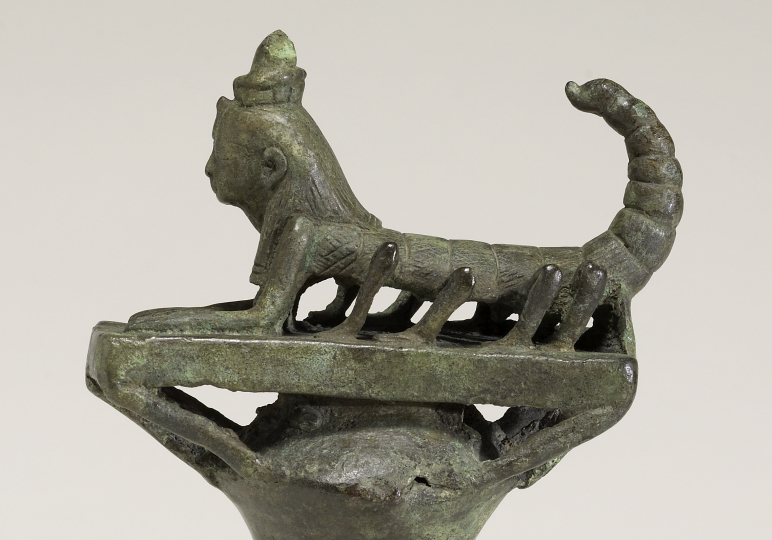
Figura de bronce del periodo tardío de Egipto de Isis-Serket como un escorpión
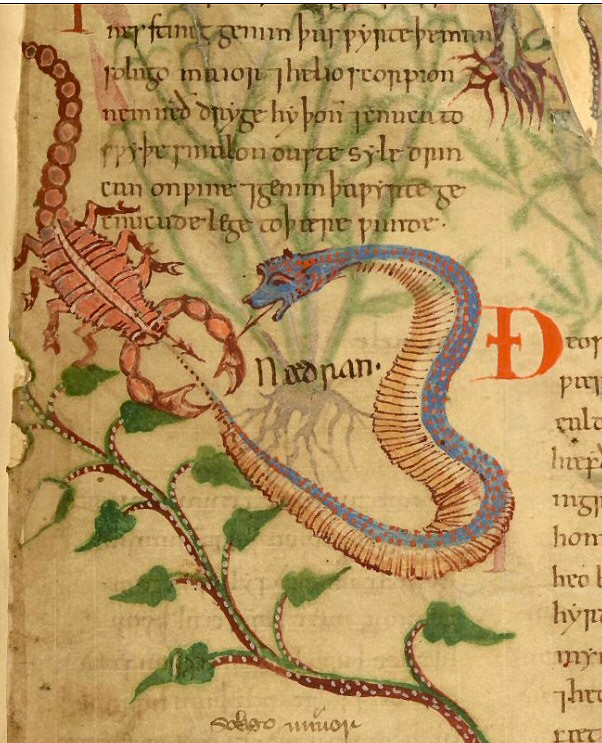
«Lucha de escorpiones y serpientes», Anglo-Saxon Herbal, c. 1050
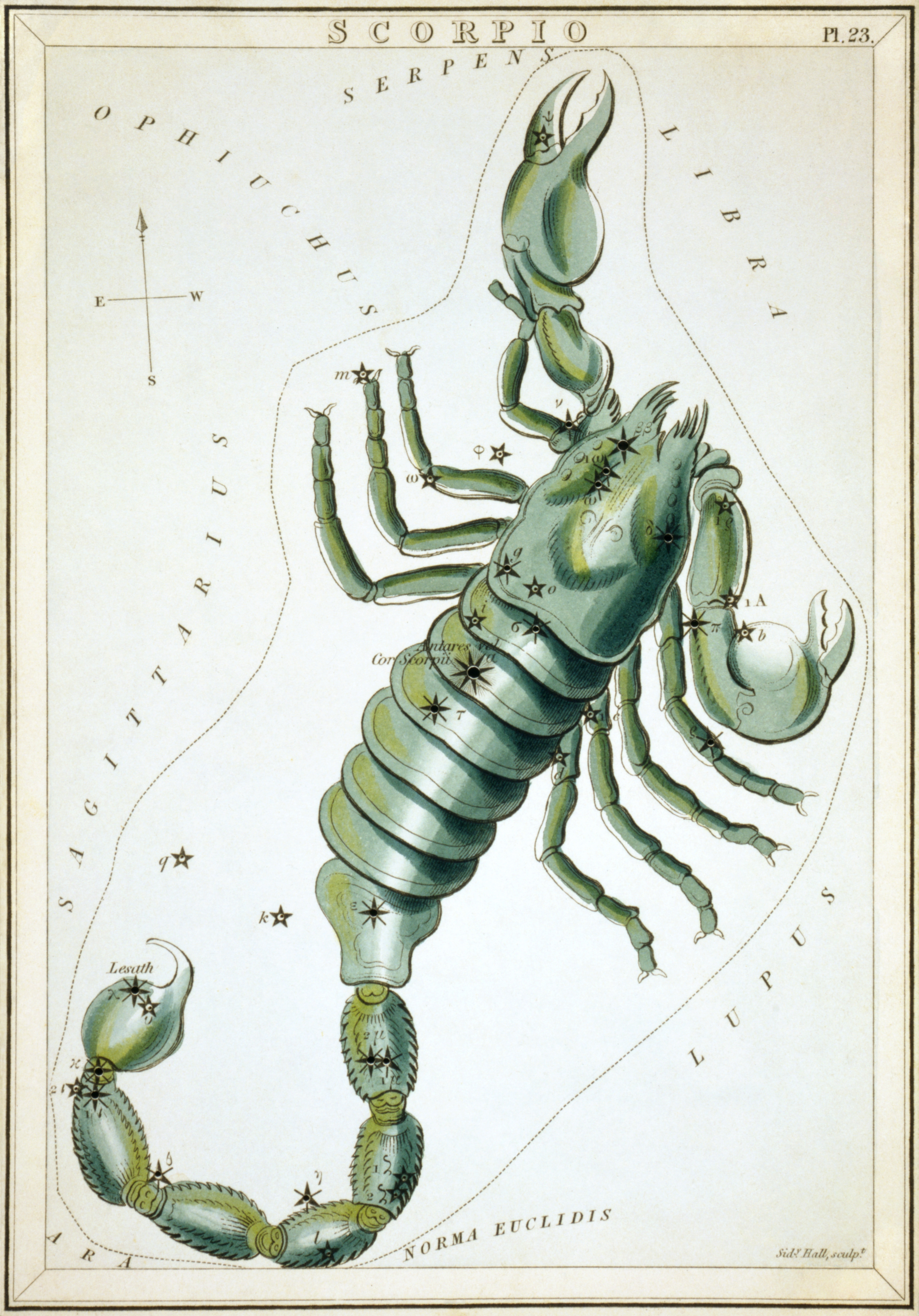
La constelación de Escorpio, representada en Urania's Mirror, Londres, c. 1825

El escorpión es un animal de relevancia cultural, que aparece como motivo en el arte, especialmente en el arte islámico en el Medio Oriente. Se percibe como una encarnación del mal y como una fuerza protectora, como los poderes de un derviche para combatir el mal. En el folclore musulmán representa la sexualidad humana. Los escorpiones se utilizan en la medicina tradicional del sur de Asia, especialmente en antídotos para sus picaduras.
Una de sus primeras representaciones en la cultura es su inclusión, como Escorpio, entre los doce signos del zodiaco por parte de los astrónomos babilónicos durante el periodo caldeo, adoptado posteriormente por la astrología occidental. La constelación correspondiente en astronomía es Escorpio. En el antiguo Egipto, la diosa Serket, que protegía al faraón, se representaba a menudo como un escorpión. En la antigua Grecia, el escudo de un guerrero llevaba a veces un adorno de escorpión, como se puede ver en la cerámica de figuras rojas del siglo V a. C. En la mitología griega, Artemisa o Gea envió un escorpión gigante para matar al cazador gigante Orión, que había prometido que mataría a todos los animales del mundo. Orión y el escorpión se convirtieron en constelaciones; como enemigos se situaron en lados opuestos del mundo, de modo que cuando uno se eleva en el cielo, el otro se pone. Los escorpiones se mencionan en la Biblia y el Talmud como símbolos de peligro y malicia.
La moraleja de la fábula El escorpión y la rana se puede interpretar como una muestra de que las personas malvadas no pueden resistirse a hacer daño a los demás, incluso cuando no les conviene. Más recientemente, el argumento de la reconocida novela corta de John Steinbeck La perla (The Pearl, 1947) se centra en los intentos de un pobre pescador de perlas por salvar a su hijo de la picadura de un escorpión, para luego perderlo a causa de la violencia humana. Algunos ejemplos de su representación en el cine y la poesía occidental pueden ser el del cineasta surrealista Luis Buñuel, que hizo un uso simbólico de los escorpiones en su filme clásico La edad de oro (L'Age d'or, 1930), mientras que la última colección de poemas de Stevie Smith se tituló Scorpion and other Poems; varias películas de artes marciales y videojuegos tienen por título Scorpion King (Rey Escorpión).
Desde la época clásica, el escorpión, con su poderoso aguijón, se ha utilizado para dar nombre a distintas armas. En el ejército romano el escorpión era una máquina de asedio de torsión utilizada para lanzar proyectiles. El FV101 Scorpion del ejército británico fue un vehículo blindado de reconocimiento o tanque ligero en servicio desde 1972 hasta 1994. Una versión del tanque Matilda II, dotado de un mayal para eliminar minas terrestres, recibió el nombre de Matilda Scorpion. Varios buques de la Marina Real británica y de la Armada de los Estados Unidos han sido bautizados con el nombre de Scorpion, entre ellos una balandra de dieciocho cañones en 1803, un buque con torreta en 1863, un yate de patrulla en 1898, un destructor en 1910 y un submarino nuclear en 1960.
El escorpión se ha utilizado como nombre o símbolo de productos y marcas, como los coches de carreras italianos Abarth o las motocicletas Montesa Scorpion. Una asana de equilibrio de manos o antebrazos en el yoga moderno se denomina postura del escorpión.